# Jaguar D-Type
Jaguar D-Type – samochód osobowy produkowany przez brytyjską firmę Jaguar Cars w latach 1954–1957. Dostępny jako 2-drzwiowy roadster. Następca modelu C-Type. Do napędu użyto silnika R6 o pojemności 3,4 litra. Moc przenoszona była na oś tylną poprzez 4-biegową manualną skrzynię biegów. Samochód został zastąpiony przez model E-Type.

## Dane techniczne

### Silnik
- R6 3,4 l (3442 cm³), 2 zawory na cylinder, DOHC
- Układ zasilania: trzy gaźniki Weber
- Średnica cylindra × skok tłoka: 83,00 mm × 106,00 mm
- Stopień sprężania: 9,0:1
- Moc maksymalna: 254 KM (186 kW) przy 6000 obr./min
- Maksymalny moment obrotowy: 328 N•m przy 4000 obr./min

### Osiągi
- Przyspieszenie 0-80 km/h: 3,9 s
- Przyspieszenie 0-100 km/h: 4,7 s
- Przyspieszenie 0-160 km/h: 12,1 s
- Czas przejazdu pierwszych 400 m: 13,7 s
- Prędkość maksymalna: 261 km/h